# توماس توماس
توماس توماس (بالإنجليزية: Thomas Thomas)‏ (8 أبريل 1880 في المملكة المتحدة - 13 أغسطس 1911 بلندن في الإمبراطورية الرومانية) هو ملاكم بريطاني، صنّف ضمن فئة الوزن المتوسط.

## إحصائيات
خاض خلال مسيرته 36 نزالا، فاز في 32 ولم يتعادل وخسر في 3. فاز بالضربة القاضية في 28 نزالا.

## روابط خارجية
- توماس توماس على موقع بوكس ريك (الإنجليزية) (registration required)